# Georg Scholl (Gärtner)
Johann Georg Scholl (* 24. Oktober 1751 in Weilbach, Kurmainz; † 17. Mai 1831 in Wien) war ein deutsch-österreichischer Gärtner. Er wurde 1785 k. k. Hofgärtnergeselle. Noch im selben Jahr entsandte ihn Kaiser Joseph II. als Begleiter von Franz Boos zur Beschaffung von Pflanzen, Tieren und Mineralien in die niederländische Kapkolonie, von wo er erst 1799 zurückkehrte. 1802 wurde er Hofgärtner im Belvedere.

## Leben
Scholl war der Sohn von Kleinbauern. Als er 1785 im botanischen Garten und in der Menagerie von Schönbrunn zu arbeiten begann, erfuhr er am eigenen Leib, dass Joseph II. ein Mann rascher Entschlüsse war. Nachdem nämlich der Hofgärtnergeselle Franz Boos (1753–1832) am 8. September mit Pflanzen, Tieren und Mineralien aus Amerika nach Wien zurückgekehrt war, hatte er bereits Anfang Oktober wieder aufzubrechen, um solches Material am Kap der Guten Hoffnung und auf den Maskarenen zu beschaffen – mit Scholl als Begleiter, dessen Lebensweg so eine völlig unerwartete Wendung nahm. Die beiden fuhren vorerst über Brüssel nach Amsterdam und stachen dann im Februar 1786 von der Insel Texel aus in See. Unterwegs brach auf dem überfüllten Schiff der Niederländischen Ostindienkompanie eine Epidemie aus, die Dutzende von Toten forderte. Bevor die Emissäre des Kaisers in Kapstadt an Land gehen konnten, wurde es Juni.
Wie Johann Wilhelm Ridler – wohl nach Angaben des Sohnes von Boos – schreibt, empörte sich in der Kapkolonie besonders Scholl über die grausame Behandlung der Buschmänner: Der Bure habe ihnen ihr Vieh geraubt, ihre Kraale niedergebrannt, wenn er seine Farm vergrößern wollte, und den geringsten Widerstand mit dem Tode bestraft. Er habe sich eingebildet, „dieses Land sey seinetwegen erschaffen; denn er habe eine weiße Haut, und – eine Kugelbüchse, um seine Ansprüche durchzusetzen“. Zu Dank verpflichtete die Forscher der Entdeckungsreisende Robert Jacob Gordon (1743–1795). Er installierte sie in einem Garten am Fuß des Tafelbergs und begleitete sie zusammen mit dem schottischen Botaniker Francis Masson (1741–1805) auf ihren ersten Exkursionen. Im Herbst 1786 reiste er mit ihnen bis zur Halbwüste Karoo.
Als Boos im Februar 1787 zur Île-de-France (Mauritius) und zur Île Bourbon (La Réunion) aufbrach und auch als er Anfang 1788 über Kapstadt nach Europa zurückkehrte, blieb Scholl weisungsgemäß dort zurück. 1791 sollten ihn der Gärtner Franz Bredemeyer (1758–1839) und der Botaniker Joseph van der Schot (1763–1819) zurückholen, doch kamen sie nur bis Malaga. Wegen des Ersten Koalitionskriegs (1792–1797) verlängerte sich Scholls Aufenthalt schließlich bis 1798. Er nutzte ihn, um weit in das Landesinnere vorzudringen und eine entsprechend reiche Ausbeute zusammenzutragen. Immer wieder gelang es ihm in diesen Jahren, Sammelgut nach Wien zu senden. Er trug auch ein umfangreiches Herbar zusammen, von dem sich noch 859 Belege im Naturhistorischen Museum in Wien befinden. Dorthin zurück gelangte er erst 1799 über London und Hamburg. 1802 machte ihn Franz II. zum Hofgärtner im Belvedere.

## Weblink
- Scholl (Schull), (Johann) Georg (1751–1831), Gärtner und Forschungsreisender. In: Österreichisches Biographisches Lexikon (Digitalisat).